# Sprintrennen (Motorsport)
Sprintrennen werden in verschiedenen Arten des Motorsports ausgetragen. Im Vergleich zu den Hauptrennen kennzeichnen Sprintrennen im Normalfall eine vergleichsweise kürzere Renndistanz sowie eine geringere Punktewertung für die zugehörigen Meisterschaften.

## Formel 1
In der Formel 1 wurde das Sprintformat im Jahr 2021 eingeführt. Sprintrennen finden dabei nicht an allen Rennwochenenden, sondern nur an einer ausgewählten Anzahl (bislang 3 bzw. 6 pro Saison) statt. Die Ergebnisse zählen nur für die WM-Punkte, nicht für die Statistiken. 

### Rennablauf
Beim Sprintrennen handelt es sich in der Formel 1 um ein verkürztes Rennen über 1/3 der regulären Renndistanz (100 Kilometer anstatt 305 Kilometer) ausgetragen wird das Rennen jeweils an einem Samstag, wobei das Qualifying auf den Freitag vorgezogen wird.  Es findet am Freitag nur ein einziges freies Training statt, anschließend beginnen die drei Stufen des Qualifyings Q1-Q3. Am Samstag wurde 2021 & 2022 das vorgezogene Qualifying durch ein sechzigminütiges Training ersetzt. Seit 2023 findet am Samstag vor dem Sprintrennen das Sprint-Shootout zur Ermittlung der Startaufstellung für den Sprint statt. Durch die kürzere Distanz ist auch die Länge des Rennens deutlich kürzer als die eines Hauptrennens.

### Startaufstellung
Die maßgeblichste Änderung im Ablauf der Formel 1 war zunächst, dass die Startaufstellung für das Hauptrennen nicht mehr durch das Qualifying ermittelt wird, sondern über den Endstand beim Sprintrennen; das Qualifying selbst diente dazu, die Startaufstellung beim Sprintrennen zu ermitteln. Der Pole-Setter in der Qualifikation war also nicht mehr zwangsläufig identisch mit dem Pole-Setter des Rennens. Seit der Saison 2023 findet am Samstag Vormittag ein Sprint-Shootout statt, das in drei verkürzten Qualifyingstufen stattfindet und dessen Ergebnis der Startaufstellung beim Sprint entspricht. Damit startet der Sieger des Qualifyings vom Freitag beim Grand Prix am Sonntag wieder von der Pole-Position. Beim Rennen besteht freie Reifenwahl. Es sind keine Boxenstopps vorgesehen, diese sind aber nicht verboten. Sollte ein Fahrzeug das Sprintrennen aus technischen oder anderen Gründen nicht beenden, fällt das Fahrzeug im Hauptrennen auf die letzte Position zurück. Die Parc-fermé-Regelung gilt nicht für Fahrzeuge, die im Sprintrennen beschädigt wurden, Umbauten sind nach Ende des Qualifyings jedoch nicht mehr erlaubt.

### Punktewertung
Mit der Einführung von Sprintrennen in der Saison 2021 wurden Punkte für die ersten 3 Fahrer nach dem nachfolgenden Schlüssel vergeben:
| Punkteverteilung Sprintrennen In der Saison 2021 | Punkteverteilung Sprintrennen In der Saison 2021 | Punkteverteilung Sprintrennen In der Saison 2021 | Punkteverteilung Sprintrennen In der Saison 2021 |
| ------------------------------------------------ | ------------------------------------------------ | ------------------------------------------------ | ------------------------------------------------ |
| Platz                                            | 1                                                | 2                                                | 3                                                |
| Punkte                                           | 3                                                | 2                                                | 1                                                |

Seit der Saison 2022 werden Punkte an die ersten acht Ränge nach dem nachfolgenden Schlüssel vergeben:
| Punkteverteilung Sprintrennen Seit der Saison 2022 | Punkteverteilung Sprintrennen Seit der Saison 2022 | Punkteverteilung Sprintrennen Seit der Saison 2022 | Punkteverteilung Sprintrennen Seit der Saison 2022 | Punkteverteilung Sprintrennen Seit der Saison 2022 | Punkteverteilung Sprintrennen Seit der Saison 2022 | Punkteverteilung Sprintrennen Seit der Saison 2022 | Punkteverteilung Sprintrennen Seit der Saison 2022 | Punkteverteilung Sprintrennen Seit der Saison 2022 |
| -------------------------------------------------- | -------------------------------------------------- | -------------------------------------------------- | -------------------------------------------------- | -------------------------------------------------- | -------------------------------------------------- | -------------------------------------------------- | -------------------------------------------------- | -------------------------------------------------- |
| Platz                                              | 1                                                  | 2                                                  | 3                                                  | 4                                                  | 5                                                  | 6                                                  | 7                                                  | 8                                                  |
| Punkte                                             | 8                                                  | 7                                                  | 6                                                  | 5                                                  | 4                                                  | 3                                                  | 2                                                  | 1                                                  |

Wie seit der Saison 2025 im regulären Grands Prix wird bei Sprintrennen kein Extrapunkt für die schnellste Rennrunde vergeben.

### Budget
Für die Sprintrennen dürfen die Rennställe ein zusätzliches Budget von 150.000 US-Dollar ausgeben. Sollte ein Fahrzeug das Rennen nicht beenden, können weitere 100.000 Dollar geltend gemacht werden.

### Punkteplatzierungen bei Sprintrennen
Die nachfolgende Aufstellung beinhaltet nur Fahrer, die zumindest in einem Sprint in der jeweiligen Saison Punkte erzielt haben.

#### Saison 2021
| Pos. | Fahrer        | Konstrukteur          |    |   |    | Punkte |
| 1    | V. Bottas     | Mercedes              | 3  | 1 | 1  | 7      |
| 2    | M. Verstappen | Red Bull Racing-Honda | 1  | 2 | 2  | 7      |
| 3    | L. Hamilton   | Mercedes              | 2  | 5 | 5  | 2      |
| 4    | D. Ricciardo  | McLaren-Mercedes      | 6  | 3 | 11 | 1      |
| 5    | C. Sainz      | Ferrari               | 11 | 7 | 3  | 1      |

#### Saison 2022
| Pos. | Fahrer        | Konstrukteur         |    |    |    | Punkte |
| 1    | M. Verstappen | Red Bull Racing-RBPT | 1  | 1  | 4  | 21     |
| 2    | C. Sainz      | Ferrari              | 4  | 3  | 2  | 18     |
| 3    | C. Leclerc    | Ferrari              | 2  | 2  | 6  | 17     |
| 4    | S. Pérez      | Red Bull Racing-RBPT | 3  | 5  | 5  | 14     |
| 5    | G. Russell    | Mercedes             | 11 | 4  | 1  | 13     |
| 6    | L. Hamilton   | Mercedes             | 14 | 8  | 3  | 7      |
| 7    | L. Norris     | McLaren-Mercedes     | 5  | 11 | 7  | 6      |
| 8    | K. Magnussen  | Haas-Ferrari         | 8  | 7  | 8  | 4      |
| 9    | D. Ricciardo  | McLaren-Mercedes     | 6  | 12 | 11 | 3      |
| 10   | E. Ocon       | Alpine-Renault       | 16 | 6  | 17 | 3      |
| 11   | V. Bottas     | Alfa Romeo-Ferrari   | 7  | 10 | 14 | 2      |

#### Saison 2023
| Pos. | Fahrer        | Konstrukteur                 |     |    |     |     |     |    | Punkte |
| 1    | M. Verstappen | Red Bull Racing-Honda RBPT   | 3   | 1  | 1   | 2   | 1   | 1  | 45     |
| 2    | S. Pérez      | Red Bull Racing-Honda RBPT   | 1   | 2  | DNF | DNF | 5   | 3  | 25     |
| 3    | C. Sainz      | Ferrari                      | 5   | 3  | 4   | 6   | 6   | 8  | 22     |
| 4    | L. Norris     | McLaren-Mercedes             | 17  | 9  | 6   | 3   | 4   | 2  | 21     |
| 5    | C. Leclerc    | Ferrari                      | 2   | 12 | 5   | 12  | 3   | 5  | 21     |
| 6    | G. Russell    | Mercedes                     | 4   | 8  | 8   | 4   | 8   | 4  | 18     |
| 7    | L. Hamilton   | Mercedes                     | 7   | 10 | 7   | 5   | 2   | 7  | 17     |
| 8    | Oscar Piastri | McLaren-Mercedes             | 10  | 11 | 2   | 1   | 10  | 10 | 15     |
| 9    | Pierre Gasly  | Alpine-Renault               | 13  | 15 | 3   | 9   | 7   | 13 | 8      |
| 10   | F. Alonso     | Aston Martin Aramco-Mercedes | 6   | 5  | DNF | 8   | 13  | 11 | 8      |
| 11   | L. Stroll     | Aston Martin Aramco-Mercedes | 8   | 4  | 11  | 15  | DNF | 12 | 6      |
| 12   | Y. Tsunoda    | AlphaTauri-Honda RBPT        | DNF | 16 | 18  | 11  | 11  | 6  | 3      |
| 13   | N. Hülkenberg | Haas-Ferrari                 | 15  | 6  | 17  | DNF | 15  | 18 | 3      |
| 14   | A. Albon      | Williams-Mercedes            | 9   | 13 | 12  | 7   | 9   | 15 | 2      |
| 15   | E. Ocon       | Alpine-Renault               | 18  | 7  | 9   | DNF | 11  | 14 | 2      |

## FIA-Formel-2-Meisterschaft
In der FIA-Formel-2-Meisterschaft werden seit der Gründung 2005 (damals unter dem Namen GP2-Serie) Sprintrennen im Rahmen aller regulären Rennwochenenden ausgetragen.

### Rennablauf
Beim Sprintrennen handelt es sich in der FIA-Formel-2-Meisterschaft um ein verkürztes Rennen über 120 Kilometer bzw. 45 Minuten (je nachdem was zuerst eintritt). Damit ist die Renndistanz im Vergleich zum Hauptrennen mit 170 Kilometer bzw. 60 Minuten beim Hauptrennen auf rund drei Viertel verkürzt. Bis zur Saison 2020 fand das Sprintrennen am Sonntag, nach dem Hauptrennen am Samstag statt, seit 2021 finden die Sprintrennen am jeweiligen Samstag des Rennwochenendes statt. 2021 wurden dabei 2 Sprintrennen ausgetragen, seit 2022 ist es nur noch 1 Sprintrennen am Samstag.

### Startaufstellung
Bis 2020 ergab sich die Startaufstellung für das Sprintrennen aus dem Ergebnis des Hauptrennens vom Samstag, wobei die ersten acht Piloten in umgekehrter Reihenfolge starteten.
In der Saison 2021 ergab sich die Startaufstellung für das erste Sprintrennen aus dem Ergebnis des Qualifyings für das Hauptrennen am Sonntag, wobei hier die zehn bestplatzierten Fahrer in umgekehrter Reihenfolge starteten. Die Startaufstellung für das zweite Sprintrennen ergab sich aus dem Ergebnis des ersten Sprintrennens, wobei auch hier die zehn bestplatzierten Fahrer in umgekehrter Reihenfolge starteten.
Seit der Saison 2022 ergibt sich die Startaufstellung für das Sprintrennen aus dem Ergebnis des Qualifyings für das Hauptrennen am Sonntag, wobei hier die zehn bestplatzierten Fahrer in umgekehrter Reihenfolge starteten.

### Punktewertung
| Punkteverteilung Sprintrennen Bis zur Saison 2021 | Punkteverteilung Sprintrennen Bis zur Saison 2021 | Punkteverteilung Sprintrennen Bis zur Saison 2021 | Punkteverteilung Sprintrennen Bis zur Saison 2021 | Punkteverteilung Sprintrennen Bis zur Saison 2021 | Punkteverteilung Sprintrennen Bis zur Saison 2021 | Punkteverteilung Sprintrennen Bis zur Saison 2021 | Punkteverteilung Sprintrennen Bis zur Saison 2021 | Punkteverteilung Sprintrennen Bis zur Saison 2021 |
| ------------------------------------------------- | ------------------------------------------------- | ------------------------------------------------- | ------------------------------------------------- | ------------------------------------------------- | ------------------------------------------------- | ------------------------------------------------- | ------------------------------------------------- | ------------------------------------------------- |
| Platz                                             | 1                                                 | 2                                                 | 3                                                 | 4                                                 | 5                                                 | 6                                                 | 7                                                 | 8                                                 |
| Punkte                                            | 15                                                | 12                                                | 10                                                | 8                                                 | 6                                                 | 4                                                 | 2                                                 | 1                                                 |

Zusätzlich erhält der Fahrer, der die schnellste Runde erzielt, 2 Bonuspunkte, wenn er das Rennen in den Top 10 beendet und keinen nicht wetterbedingten Reifenwechsel absolviert hat.
| Punkteverteilung Sprintrennen Seit der Saison 2022 | Punkteverteilung Sprintrennen Seit der Saison 2022 | Punkteverteilung Sprintrennen Seit der Saison 2022 | Punkteverteilung Sprintrennen Seit der Saison 2022 | Punkteverteilung Sprintrennen Seit der Saison 2022 | Punkteverteilung Sprintrennen Seit der Saison 2022 | Punkteverteilung Sprintrennen Seit der Saison 2022 | Punkteverteilung Sprintrennen Seit der Saison 2022 | Punkteverteilung Sprintrennen Seit der Saison 2022 |
| -------------------------------------------------- | -------------------------------------------------- | -------------------------------------------------- | -------------------------------------------------- | -------------------------------------------------- | -------------------------------------------------- | -------------------------------------------------- | -------------------------------------------------- | -------------------------------------------------- |
| Platz                                              | 1                                                  | 2                                                  | 3                                                  | 4                                                  | 5                                                  | 6                                                  | 7                                                  | 8                                                  |
| Punkte                                             | 10                                                 | 8                                                  | 6                                                  | 5                                                  | 4                                                  | 3                                                  | 2                                                  | 1                                                  |

Zusätzlich erhält der Fahrer, der die schnellste Runde erzielt, einen Bonuspunkt, wenn er das Rennen in den Top 10 beendet und keinen nicht wetterbedingten Reifenwechsel absolviert hat.

## FIA-Formel-3-Meisterschaft
In der FIA-Formel-3-Meisterschaft werden seit der Gründung 2019 Sprintrennen im Rahmen aller regulären Rennwochenenden ausgetragen.

### Rennablauf
Beim Sprintrennen handelt es sich in der FIA-Formel-3-Meisterschaft um ein verkürztes Rennen über 40 Minuten plus eine Runde, während die Hauptrennen über 45 Minuten plus eine Runde ausgetragen werden.

### Startaufstellung
Die Startaufstellung für beide Rennen wird in einem Zeittraining am Freitag ermittelt. Während beim Hauptrennen das Ergebnis des Zeittrainings der Startaufstellung entspricht, starten beim Sprintrennen die ersten 12 Fahrer in gestürzter Reihenfolge.

### Punktewertung
Die zehn erstplatzierten Fahrer erhalten Punkte nach folgendem Schema. Zusätzlich erhält der Fahrer, der die Pole-Position für das Hauptrennen in der Qualifikation erringt, zwei Punkte. Für die schnellste Rennrunde wird ein Punkt vergeben, wenn sich der Fahrer, der die schnellste Runde gefahren ist, zum Rennende auch in den Punktepositionen, also den ersten 10 Plätzen, befindet.
| Punkteverteilung | Punkteverteilung | Punkteverteilung | Punkteverteilung | Punkteverteilung | Punkteverteilung | Punkteverteilung | Punkteverteilung | Punkteverteilung | Punkteverteilung | Punkteverteilung | Punkteverteilung | Punkteverteilung |
| ---------------- | ---------------- | ---------------- | ---------------- | ---------------- | ---------------- | ---------------- | ---------------- | ---------------- | ---------------- | ---------------- | ---------------- | ---------------- |
| Platz            | 1                | 2                | 3                | 4                | 5                | 6                | 7                | 8                | 9                | 10               | PP               | SR               |
| Punkte           | 10               | 9                | 8                | 7                | 6                | 5                | 4                | 3                | 2                | 1                | 2                | 1                |

## MotoGP
In der MotoGP werden in der Saison 2023 erstmals Sprintrennen ausgetragen. Sie finden in dieser Saison bei jedem Grand-Prix-Wochenende statt.

### Rennablauf
Beim Sprintrennen handelt es sich in der MotoGP um ein verkürztes Rennen über die halbe Distanz des Grand Prix am Samstag, welches am Sonntag ausgetragen wird.

### Startaufstellung
Die Startaufstellung für das Sprintrennen entspricht der Startaufstellung für den Grand Prix und wird in einem Qualifying am Samstag vor dem Sprintrennen ermittelt.

### Punktewertung
Für die Sprintrennen werden in der MotoGP Punkte an die ersten 9 Fahrer vergeben. Im Vergleich zum Grand Prix werden verringerte Punkte nach dem nachfolgenden Schlüssel vergeben:
| Punkteverteilung Sprintrennen Seit der Saison 2022 | Punkteverteilung Sprintrennen Seit der Saison 2022 | Punkteverteilung Sprintrennen Seit der Saison 2022 | Punkteverteilung Sprintrennen Seit der Saison 2022 | Punkteverteilung Sprintrennen Seit der Saison 2022 | Punkteverteilung Sprintrennen Seit der Saison 2022 | Punkteverteilung Sprintrennen Seit der Saison 2022 | Punkteverteilung Sprintrennen Seit der Saison 2022 | Punkteverteilung Sprintrennen Seit der Saison 2022 | Punkteverteilung Sprintrennen Seit der Saison 2022 |
| -------------------------------------------------- | -------------------------------------------------- | -------------------------------------------------- | -------------------------------------------------- | -------------------------------------------------- | -------------------------------------------------- | -------------------------------------------------- | -------------------------------------------------- | -------------------------------------------------- | -------------------------------------------------- |
| Platz                                              | 1                                                  | 2                                                  | 3                                                  | 4                                                  | 5                                                  | 6                                                  | 7                                                  | 8                                                  | 9                                                  |
| Punkte                                             | 12                                                 | 9                                                  | 7                                                  | 6                                                  | 5                                                  | 4                                                  | 3                                                  | 2                                                  | 1                                                  |